# Josefa Nyklesová-Bukovanská
Josefa Nyklesová-Bukovanská na matrice Josefa Alžběta (18. listopadu 1874 Rožnov pod Radhoštěm – 1. června 1940 Praha) byla moravská spisovatelka a překladatelka (pseudonym Nykvanská).

## Životopis
Některé zdroje uvádějí chybně rodné jméno – Nyklesová. Rodiče: Jan Bukovanský úředník hraběcí na Hradisku, Blandyna Bukovanská-Majerová. Sourozenci: Viktor Jan Bukovanský (1. 1. 1876) a Anna Kateřina Bukovanská (23. 4. 1877). Manžel František Nykles (25. 12. 1861) kapitulní úředník na Vyšehradě. Děti: Anna Nyklesová, MUDr. Václav Nykles, Blandina Nyklesová, Marie Nyklesová, František Nykles.
Josefa Nyklesová-Bukovanská psala romány, politické satiry, antické grotesky, divadelní hry, pohádky, feuilletony-causserie (české, německé, anglické), humoristické verše a črty, překlady, valašský folklor. Pořádala přednášky, byla členkou mnohých kulturních a humánních spolků. Bydlela v Praze VII, na adrese Štulcova 3.
Zemřela roku 1940 v Praze. Pohřbena byla v rodinném hrobě na Vyšehradském hřbitově.

## Dílo

### Článek v časopisu Česká hospodyně
- Depopulace (úbytek lidstva), 1914[5]

### Próza
- Devět a každá jiná: povídky – Praha: vlastním nákladem, 1931
- Mirča se nesmí vdávat: román
- Na co člověk nejvíc škrčí, Panbůh mu to strčí: román

### Divadelní hra
- Pohádka o Motýlince: výpravná pohádka o 4 jednáních – Praha: vlastním nákladem, 1930